# 明日へ (UP-BEATの曲)
「明日へ」(あしたへ)は、UP-BEATの15枚目のシングルである。

## 解説
- 7枚目のアルバム『GOLDEN GATE』と同時発売。

## 収録曲
| 全編曲: UP-BEAT & ホッピー神山。 |                            |          |                                          |      |
| #                                | タイトル                   | 作詞     | 作曲                                     | 時間 |
| 1.                               | 「明日へ」(Single Version) | 広石武彦 | 広石武彦・岩永凡 嶋田祐一 & ホッピー神山 | 4:12 |
| 2.                               | 「BELIEVE IN ME」          | 岩永凡   | 岩永凡 広石武彦・嶋田祐一                | 4:22 |